# Кухня Сардинии

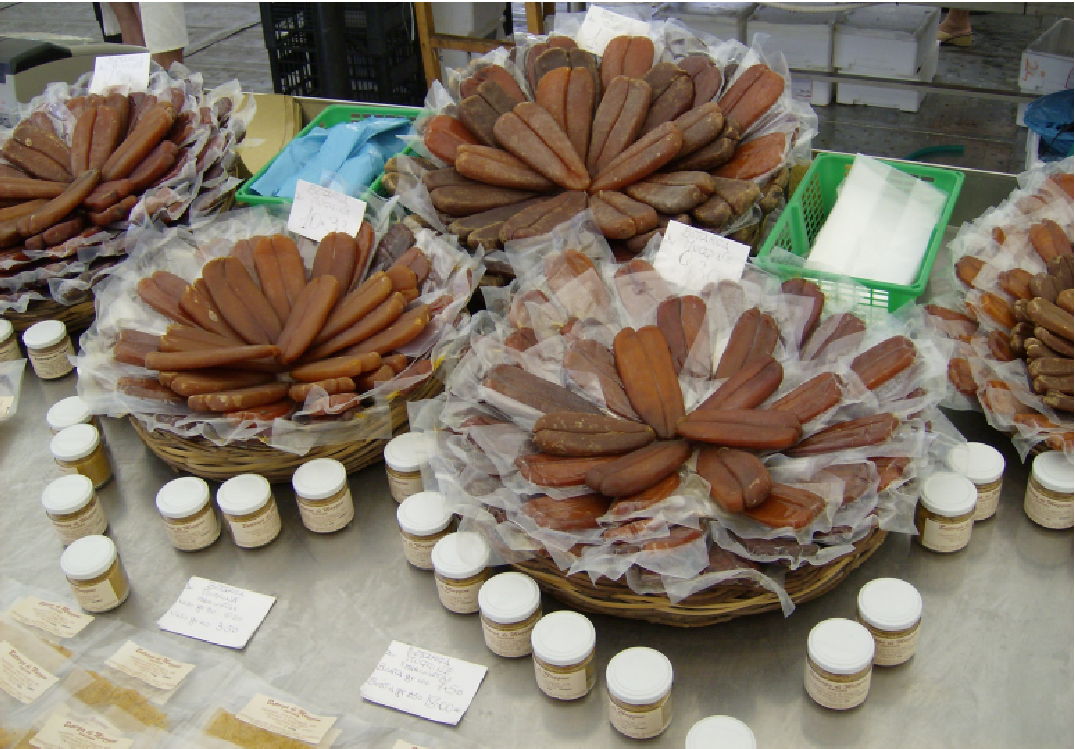

Кухня Сардинии — это традиционная кухня острова Сардиния и выражение его кулинарного искусства. Она характеризуется своим собственным разнообразием и тем фактом, что была обогащена через ряд взаимодействий с другими средиземноморскими культурами, сохраняя при этом свою собственную идентичность. Пищевая культура Сардинии строго разделена на морепродукты и обычную пищу, отражая исторические перипетии острова и особенно его географические ландшафты. Сардинская кухня считается частью средиземноморской диеты, пищевой модели, которая была провозглашена ЮНЕСКО нематериальным культурным наследием.

## Морепродукты
Согласно некоторым исследованиям, родиной гарума, ферментированного рыбного соуса, любимого древнеримскими патрициями, также является Сардиния. Раскопки вокруг порта Кальяри свидетельствуют о том, что древние сардинцы из прибрежных районов никогда не прекращали своей деятельности на море. Сардинская морская культура находилась под влиянием итальянской Пизано-Генуэзской кухни, особенно к юго-западу от острова, и каталонской культуры, начиная от Альгеро до пролива Бонифачо. Кухня прибрежных центров, особенно Кальяри, Карлофорте, Ористано, Альгеро, Кастельсардо, Санта-Тереза-ди-Галлура, Ла-Маддалена и Ольбия, состоит из блюд на основе рыбы и ракообразных.
Типичными блюдами Кальяри являются фрегула с моллюсками; моллюски и мидии, приготовленные на сковороде, морская рыба с уксусом и грецкими орехами; суп, сочетающий различные виды рыбы, ракообразных и моллюсков; омар в «Калиаританском стиле»; спагетти с моллюсками и бутаригой, а также спагетти из морских ежей с артишоками или дикой спаржей.
Кухня, типичная для района Ористано и прудов Кабрас часто включает угрей. Кефаль ботарго можно подавать отдельно или использовать для заправки макарон. Другой традиционный продукт — sa merca, состоящий из кусочков варёной и соленой кефали, завернутой в мешок, ароматизированный палудальной травой.
Вдоль побережья Сульциса расположены одни из самых древних тунцовых промыслов Средиземноморья. Местная кухня находится под влиянием Генуи и сильно основана на ловле голубого тунца, заправленного овощами.
Кухня Альгеро отражает каталонское влияние, пронизывающее город, что видно по каталонскому способу приготовления омара, который варится с помидорами, сельдереем и луком и сопровождается соусом из лимона, оливкового масла, соли и перца.
В Санта-Терезе и на архипелаге Маддалена салаты из осьминогов являются типичным фирменным блюдом, в то время как в Ольбии есть блюда на основе мидий и моллюсков.

## Обычная пища

### Первые блюда
Примерами типичных первых блюд являются:
- маллоредду[англ.] — это конические макароны из твердой пшеницы с манной крупой, традиционно приправленные шафраном.
- свежие клёцки из твердых сортов пшеницы, наполненные рикоттой и мятой, или с начинкой на основе картофеля, свежего сыра и мяты;
- лоригитта — паста, приготовленная с древних времен в Моргонгиори, маленьком городке посреди острова;
- макароны де буса;
- макароны фурриаос;
- фрегола — это особая сухая паста, приготовленная из манной крупы твердых сортов пшеницы, обработанная небольшими комочками и используемая для типичных блюд:
- суп галлурезе из сардинского хлеба, казизолу, специй и сыра пекорино, размягченного бульоном и приготовленного в духовке;
- филиндеу — паста, которую делают только в Нуоро, приготовленная из тончайшей манной крупы, сплетенной особым образом и подаваемой с овечьим бульоном и большим количеством свежего сыра;[3]

### Второе блюдо
Типичными вторыми блюдами являются:
- порчетта[англ.], или порчетто — поросенок весом около 4-5 кг, медленно приготовленный на вертеле, на гриле и сдобренный после приготовления розмарином. Это жаркое — классика сардинской пасторальной кухни;
- жаркое из ягненка весом максимум 7 кг;
- жареный козленок, медленно приготовленный на вертеле. Обычно единственной приправой является мелкая соль;
- мясо дикого кабана, приготовленное по методу карраксу (варка в подземной яме);
- кордула или кордедда состоит из кишок плетеного козленка или ягненка, приготовленных и обернутых вокруг вертела или приготовленных на сковороде с горохом;
- тратталия — баранья или козья грудка, приготовленная на вертеле с горохом или артишоками;
- зурретте или «самбене» — это блюдо, приготовленное из овечьей крови, приправленной животным жиром, луком, тимьяном, мятой, тертым пекорино и измельченным хлебом карасау, приготовленного внутри желудка животного, путем кипячения или, реже, на углях;
- бербече — варёная овца с луком и картофелем, подаваемая с хлебом карасау, вымоченным в кулинарном бульоне.
- зимино — блюдо, приготовленное в телячьих внутренностях (кишечник, сердце, почки, печень и селезенка) на гриле;
- улитки, приготовленные с острым соусом или с чесноком и петрушкой;

## Десерты
Десерты, как и другие продукты сардинской кухни, значительно варьируются от региона к региону. Вот самые известные из них:
- себадас — это диски из тонкого теста с начинкой из сыра пекорино, плавленого с манной крупой;
- касадины — это начиненные макаронами пироги с низким слоем свежего сыра со вкусом лимона;
- пардулы очень схожи с касадинами, но начинка основана на рикотте, они имеют куполообразный вид, мягче касадин и покрыты сахарной пудрой или сахарным песком;
- аранзада — десерт из засахаренной апельсиновой цедры в меду и поджаренного миндаля, ромбовидной формы. Подают на апельсиновом листе;
- ориллеты — десерты из мучного теста и яиц. После жарки их погружают в горячий сироп из меда и воды;
- копулетты — это двойной диск из тонкого песочного теста, наполненный варёным медом;
- геффус — шарики из молотого миндаля, сахара и лимона;
- амаретто — сладкое миндальное печенье;
- ружоло — шарики рикотты и тертая апельсиновая или лимонная цедра, затем опущенные в горячий раствор воды и меда (для измельчения);
- мандагады — десерты из пропитанного медом теста.

## Хлеб
Для сардинской кухни характерны следующие виды хлеба:
- карасау — хлеб в форме тонких, очень хрустящих дисков, полученный путем двойной варки в дровяной печи; его можно употреблять сухим даже через много дней или слегка влажным и свернутым[4];
- гуттиау — это приготовление того же самого хлеба карасау, который нагревается в духовке с небольшим количеством масла и соли;
- чивраксиу или чиварджиу это большой хлеб типичный для Кампидани и Южной Сардинии в целом;
- моддицос имеет круглую форму с начинкой из картофеля.

## Пицца
Сардинская, или сардская пицца (pizza sarda) типологически похожа пиццу, но отличается особой формовкой и начинками. Наиболее известной является мустаццедду (сард. mustazzeddu), в разных областях Сардинии встречаются такие её разновидности, как праццира (prazzira), праццида (prazzida), сардская фокачча (focaccia sarda) или хлеб с томатами (pani cun tamatiga). Mustazzeddu была изобретена на Южной Сардинии монахинями церкви Мадонны делле Грацие города Иглезиас. Раздавая беднякам еду, они придумали это блюдо, одновременно простое в приготовлении, недорогое, удобной формы и насыщающее на целый день. Оригинальная mustazzeddu — это пицца из дрожжевого теста с начинкой из помидоров, оливкового масла, чеснока и базилика, края которой заворачивают «звездой», оставляя открытой только небольшую центральную часть. В регионе Саррабус к востоку от Кальяри праццидy готовят не только с томатным соусом, но и с начинкой из баклажанов с сыром, горохом и луком. Ещё один вид сардской пиццы называется sa civargedda или coccoi de corcoriga, местное блюдо из города Осини провинции Ольястра. Sa civargedda начиняют кабачками, а главный ингредиент — su fiscidu.

## Вино
Особый состав почвы и солнечный климат позволяют производить продукцию высокого качества. Давняя традиция виноделия уходит своими корнями в Нурагическое прошлое, и с тех пор она не терпела никаких перерывов, так как остров никогда не попадал под арабское господство, и поэтому Исламский запрет на алкоголь вообще не повлиял на Сардинию; напротив, виноделие пережило значительный рост в византийский и юдикатский периоды. Каннонау- типичное Сардинское красное вино, очень богатое фенолами, изготовленное из винограда сорта Гренаш — идеально подходит для красного мяса.

## Сыр
Одним из популярных сыров является касу марцу, сардинский сыр из овечьего молока, который содержит живых личинок, способствующих брожению сыра.